# Universitetet i Siena
Universitetet i Siena (Università di Siena, UNISI) i Toscana är ett av de äldsta universiteten i Italien, grundat på 1400-talet. Universitetet har omkring 20 000 studenter av Sienas population av 50 000 invånare. Universitetet består av 8 fakulteter och är mest känt för sin juridik- och medicinutbildningar.
Förutom verksamheten i Siena har universitet också avdelningar i Arezzo och Grosseto.